# Imagina av Isenburg-Limburg
Imagina av Isenburg-Limburg, född 1255, död 1313, var drottning av Tyskland 1292-1298, gift med kung Adolf av Nassau (tysk kung). 